# Оболенский, Владимир Владимирович
Влади́мир Влади́мирович Оболе́нский (1841—1903) — земский деятель, меценат и издатель. Статский советник (1881).

## Биография
Родился в 1841 году в семье князя Владимира Ивановича Оболенского, представителя русского княжеского рода Оболенских.
В 1860 году окончил Николаевское кавалерийское училище.
В конце 1860-х годов женился на дочери крупного ямбургского землевладельца, действительного тайного советника, сенатора Александра Фёдоровича Веймарна. В качестве приданого супруге Лидии Александровне досталось имение Ястребино.
С 1869 года началась благотворительная деятельность князя в Ямбургском уезде — 28-летний Владимир Оболенский собрал в ветхой церковной сторожке 14 нищих и устроил для них обед, чем вызвал немало пересуд у окружающих.
В том же году вместе со своим тестем А. Ф. Веймарном и священником А. Д. Врудским при местной церкви создал своё благотворительное общество, при котором кроме приюта и школы была организована библиотека. В течение длительного времени являлся председателем строительной комиссии.
В 1870 году в деревне Пустомерже было открыто народное училище императорского Санкт-Петербургского Воспитательного дома. В училище, разместившемся в наёмном деревянном доме, совместно обучались 18 учеников, в библиотеке насчитывалось 32 книги разного содержания.
28 августа 1873 года Ястребино посетил будущий царь Александр III, по поводу чего земская газета «Гдовско-Ямбургский листок» писала:

…Их Императорское Высочество, Великий князь, наследник цесаревич Александр Александрович удостоили Своим посещением благотворительные учреждения и училище в селе Ястребино Ямбургского уезда. Наследник удостоил принять поднесенные Его Высочеству хлеб и соль. Спели «Боже царя храни», позволили завтракать в доме попечительства…
С 1872 года Оболенский издавал в Санкт-Петербурге еженедельную газету «Гдовско-Ямбургский листок» под редакцией Владимира Капитоновича Тихомирова (1841—1872). Через некоторое время после смерти Тихомирова редактором газеты стал Аполлон Жемчужников. В 1876 году «в связи с расширением программы» газета была переименована в «Молву».
«Гдовско-Ямбургский листок» для своего времени был уникальной газетой. Это было первое в России земское издание, в котором описывалась жизнь деревни, и в этом была заслуга не только В. В. Оболенского, но и членов Гдовского и Ямбургского земств, которые финансировали листок. В газете печатались критические статьи, а среди авторов статей были даже крестьяне.
В том же 1872 году Оболенский организовал в Санкт-Петербурге собственную типографию, которая находилась на углу Николаевской улицы и Невского проспекта. С начала 1875 года в типографии печатался журнал В. П. Мещерского «Гражданин». В 1876—1877 годах в типографии печатался «Дневник писателя» Ф. М. Достоевского, вышедший в виде 12 ежемесячных выпусков.
Как отмечает метранпаж типографии М. А. Александров (1844—1902), «…князь В. В. Оболенский был дилетант-любитель типографского дела, чего ради только и держал типографию».
Далее в своих воспоминаниях М. А. Александров пишет:

С прекращением «Дневника писателя» совпало прекращение деятельности типографии князя В. В. Оболенского, закрывавшейся не в силу каких-либо неблагоприятных обстоятельств, а просто согласно воле своего дилетанта-владельца… Последний выпуск «Дневника» предполагалось напечатать до закрытия типографии, но ликвидация дел происходила так быстро, что я не видел возможности приличным образом закончить издание Федора Михайловича и потому посоветовал ему отдать последний выпуск в какую-либо другую типографию. Он отдал этот выпуск в новооткрытую типографию В. Ф. Пуцыковича, тогда уже фактического издателя-редактора «Гражданина». После Федор Михайлович жаловался мне, что печатание этого последнего выпуска причинило ему много хлопот и неприятностей и что выпуск очень запоздал выходом, а в техническом отношении он вышел очень плохим.
В 1885 году совместно с музыкальным критиком и племянником жены Павлом Платоновичем Веймарном (1857—1905) Оболенский выпустил книгу о русском композиторе М. И. Глинке.
По состоянию на 1900 год, князь владел частью усадьбы Мануйлово. В. В. Оболенский скончался 16 (29) ноября 1903 года в имении Пустомержа в Ямбургском уезде Санкт-Петербургской губернии (ныне Кингисеппский район Ленинградской области). Был похоронен на родовом кладбище Веймарнов-Оболенских в Ястребино.

## Семья
- Веймарн, Лидия Александровна (1849—1918) — супруга. Дочь крупного ямбургского землевладельца, действительного тайного советника, сенатора Александра Фёдоровича Веймарна (1793—1882), представителя дворянского рода Веймарнов. Была расстреляна вместе с сыном 23 февраля 1918 года[3].
- Оболенский, Михаил Владимирович (1870—1918) — сын. Окончил юридический факультет Петербургского университета (1894). Земский деятель, действительный статский советник, награждён орденом Св. Владимира 4-й степени. Был расстрелян матросами на станции Веймарн 23 февраля 1918 года[10].
  - Оболенский, Всеволод Михайлович (1914—2001) — внук. Горный инженер (1937) и инженер-геолог (1938). Гражданин Бельгии, окончил Лувенский университет. Директор департамента Горного союза в Брюсселе (1970—1979), инженер-консультант (1980—1985), Профессор Национальной школы горной промышленности (ENIM) в Рабате (1986—1988), автор многочисленных оригинальных технических проектов и научно-технических публикаций. Награждён бельгийским орденом Короля Леопольда II (1976). Председатель Семейного союза князей Оболенских (1957—1960), возглавлял Союз русского дворянства в Бельгии (1970—1976)[2].
- Оболенская, София Владимировна (1872—1918) — дочь. Вышла замуж за Бориса Владимировича Безобразова (1867—1918). Убита большевиками с мужем в 1918 году[10].